# Thanh Thanh Hoa
Thanh Thanh Hoa, tên khai sinh: Nguyễn Thị Anh (1943–2009) là nữ nghệ sĩ cải lương gạo cội từ trước năm 1975 tại Việt Nam. Bà được biết đến là mẹ của NSƯT Thanh Thanh Tâm và là vợ đầu của NSƯT Nam Hùng.

## Sự nghiệp
Bà bắt đầu sự nghiệp ca hát từ năm 12 tuổi. Bà cùng thế hệ với NSƯT Thanh Nga, Thanh Hiền, Văn Dũng, Văn Xí.
Chồng cũ bà của là  NSƯT Nam Hùng. Họ có nhau 1 con gái là NSƯT Thanh Thanh Tâm.

## Các vai diễn nổi bật

### Cải lương
- Cát Dung Phương Tử
- Cây quạt luạ hồng
- Mùa thu trên Bạch Mã Sơn
- Tiếng trống sang canh
- Sầu quan ải
- Phụng Nghi Đình (Điêu Thuyền)

### Ca cổ
- Thoại Ba công chúa (Tác giả: NSND Viễn Châu)
- Mong ngày đoàn tụ (Tác giả: Chương Đài)
- Trăng rụng xuống cầu (Tân nhạc: Hoàng Thi Thơ, Vọng cổ: Tứ Lang)
- Gạo trắng trăng thanh (Tân nhạc: Hoàng Thi Thơ, Vọng cổ: Tứ Lang)

## Qua đời
Sau một một thời gian dài chống chọi với căn bệnh nan y, bà qua đời lúc 10h40p ngày 20 tháng 9 năm 2009, huởng thọ 66 tuổi. Linh cữu của bà đuợc an táng Nghĩa trang nghệ sĩ, quận Gò Vấp, thành phố Hồ Chí Minh.

## Nhận xét
Thanh Thanh Hoa học tuồng mau thuộc, giỏi bắt chước lối diễn của nghệ sĩ đàn chị, dạn dĩ nên lúc cần thế vai tuồng khi có diễn viên bịnh bất ngờ, Thanh Thanh Hoa thế vai thành công dễ dàng.

## Giải thưởng
- Giải vàng Thanh Tâm năm 1961.[4]